# Weiße Sklaven
Panzerkreuzer Sebastopol (Weiße Sklaven) ist ein 1936 gedrehtes, propagandistisches Historien- und Filmdrama. Unter der Regie von Karl Anton spielen Theodor Loos, Camilla Horn und Werner Hinz die Hauptrollen. 

## Handlung
Russland 1917. Im Land gärt es, in Sankt Petersburg greifen revolutionäre Umwälzungen um sich. Doch fern der Zentren des Riesenreichs ist es bislang noch ruhig, so auch auf hoher See. Vor Sewastopol hat ein Panzerkreuzer angelegt, die jungen Offiziere warten schon sehnsüchtig auf ihren ersehnten Landgang, den die meisten von ihnen nach den langen Wochen auf hoher See für Mädchenbesuche nutzen wollen. Das Deck des Schiffes wird zum Tanzparkett.
Während man an Bord ausgelassen feiert, bereiten die Revolutionäre auch in Sewastopol den Umsturz vor. Hinter der Maske des servilen Dieners des Gouverneurs, Boris, verbirgt sich jedoch der konspirative, hasserfüllte Kopf der Umstürzler. Als das Codewort „Gäste sind da!“ fällt, schlagen die Revolutionäre los. Die Matrosen des Kreuzers ergreifen ihre Gewehre und richten sie auf die wehr- und ahnungslosen Gäste an Bord. Bald haben sie auch die Bordkanonen in ihrer Gewalt und richten diese auf die wehrlose Stadt.
Es dauert nicht lange, da wird Sewastopol von den roten Revolutionären eingenommen. Die neuen Herren richten ein Blutbad an, plündern, morden und feiern im Palast des ehemaligen Gouverneurs zügellos ihren Sieg. Der wiederum ist ein gedemütigter und gebrochener Mann und vegetiert in einem Hinterzimmer einer Schenke vor sich hin, vor dem sicheren Erschießungstod nur durch den Einsatz seiner Tochter bewahrt. Die wiederum ist in größter Sorge, was während der Revolutionswirren mit ihrem Geliebten geschehen ist.
Auch der ehemalige Diener und jetzige neue Sowjetkommissar liebt die Gouverneurstochter, die vor seinen Nachstellungen untergetaucht ist. Nun, wo er das Sagen hat, will er auf die bislang unerreichbare Frau seines Lebens nicht länger verzichten. Ein Zufall spielt sie in seine Hände, und sie muss sich ihm völlig ausliefern, um ihre Lieben vor dem Hass und der Rache der neuen, roten Herren zu bewahren.

## Produktionsnotizen
Der Film trug den Vorspanntitel Panzerkreuzer Sebastopol.
Weiße Sklaven, angeblich nach einem Tatsachenbericht von Charlie Roellinghoff, war von der nationalsozialistischen Filmpolitik als eine filmpropagandistische Antwort auf die legendäre, sowjetische Produktion Panzerkreuzer Potemkin von Sergej Eisenstein konzipiert worden. Er passierte am 16. Dezember 1936 die Filmzensur (Jugendverbot) und wurde am 5. Januar 1937 uraufgeführt.
Die Außendrehs fanden in Jugoslawien statt: In Split und auf dem Zerstörer Dubrovnik.
Die Bauten entwarf Erich Zander, Alfred Stöger war Antons Regieassistent.
In den USA lief der Film ein halbes Jahr nach seiner deutschen Uraufführung unter dem Verleihtitel White Slaves an.
Weiße Sklaven, der als „großer dokumentarischer Film aus dem Rußland der Kerenski-Revolution“ beworben wurde, war an den Kinokassen sehr erfolgreich; er lief bis in den August 1939 ununterbrochen in deutschen Kinos und wurde erst infolge des Hitler-Stalin-Paktes vom Spielplan genommen. Mit Beginn des Unternehmens Barbarossa im Juni 1941 wurde Weiße Sklaven wieder in die deutschen Kinos gebracht, diesmal unter dem neuen Titel Rote Bestien.
Die alliierten Militärbehörden belegten den Film aufgrund stark antisowjetischer Tendenzen 1945 mit Aufführungsverbot in Deutschland.

## Kritiken
Das große Personenlexikon des Films schrieb in der Biografie zu dem Regisseur: Karl Anton „diente sich den braunen Machthabern mit einer plump antikommunistischen NS-Replik … auf den sowjetrussischen Revolutionsfilm „Panzerkreuzer Potemkin“ an“.
Das Lexikon des internationalen Films nannte Weiße Sklaven ein „groß angelegtes, wildes Abenteuergemälde.“